# Уваровіт

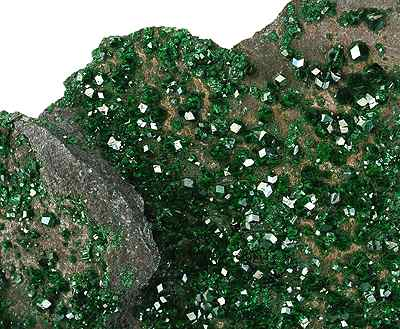
Уваровіт

Уварові́т (власне уваровит; рос. уваровит; англ. uvarovite; нім. Uwarowit m) — мінерал, силікат острівної будови з групи ґранату. Поліморфізм і ряд: утворює ряд із гросуляром.

## Етимологія та історія
Названий за прізвищем російського міністра і президента російської академії наук у Санкт-Петербурзі С. С. Уварова (Ж. Г. Гесс, 1832).
Під час свого перебування в Санкт-Петербурзі швейцарсько-російський хімік і мінералог Жермен Анрі Гесс (1802—1850) 1832 року назвав новий мінерал із родовища Бісерське (Бісер) на Середньому Уралі на честь російського графа, колекціонера мінералів і президента Імператорської Академії наук Сергія Уварова.
Кристалічну структуру з’ясував німецький кристалограф і мінералог Георг Менцер (1897-1989) у 1929 році, а перший синтез цього чистого мінералу здійснив американський науковець Ф. А. Гаммел у 1950 році в Університеті штату Пенсильванія.

## Загальний опис
Хімічна формула: Ca3Cr23+[SiO4]3. Кальцієво-хромистий ґранат. Сингонія кубічна. Гексоктаедричний вид. Кристалічна структура острівна. Форми виділення: дрібні (0,5-1 мм) правильні ромбододекаедричні кристали, зрощені в друзи і кірки. Густина 3,52-3,75. Тв. 6,5-7,5. Колір — смарагдово-зелений. Блиск сильний, скляний. 
Утворюється при гідротермальній переробці ультраосновних порід і хромових руд, розвивається в порожнинах і по тріщинах. Зустрічається звичайно у вигляді кристалів разом із хромшпінелідами і хромовими хлоридами в покладах хромітів серед ультраосновних вивержених порід. 
Супутні мінерали: хроміт, піротин, халькопірит, пірит, кальцит, доломіт. Цінний колекційний матеріал і ювелірний камінь. Рідкісний.
Поширення: незвичайний гранат, але з численними локалізаціями. Зокрема, навколо Єкатеринбурга, в Уральських горах. Виняткові кристали з муніципалітету Оутокумпу, Фінляндія. Піренеї, Іспанія. У Канаді, Квебек. У
США — штати Пенсільванія, Орегон, Невада, Каліфорнія. На Тайвані, Формоза. Поблизу м. Ашкале, Туреччина. ПАР, Бушвельд.